# Idioscopus confuscous
Idioscopus confuscous är en insektsart som beskrevs av Singh-pruthi 1936. Idioscopus confuscous ingår i släktet Idioscopus och familjen dvärgstritar. Inga underarter finns listade i Catalogue of Life.